# Illgau
Illgau ist eine politische Gemeinde im Bezirk Schwyz des Kantons Schwyz in der Schweiz.

## Geographie
Illgau liegt in den zentralschweizerischen Voralpen, zwischen dem Muotathal und der Ibergeregg. Seine Topografie richtet sich zum grossen Teil in Richtung Süden und Südwesten hin. Illgau trägt deshalb den Beinamen «Sonnenterrasse» zu Recht. Die Fallenfluh, die Sternenegg, der Spyrstock im Hoch-Ybrig-Gebiet und die Hessisbohler First mit dem Hochweidgütsch als Ausläufer bilden im Rund die Gemeindegrenzen. Gegen das Muotathal hin gibt es Flühe von der Sulzmatt bis zur Fallenfluh hin. Über diese Bergkanten stürzen sich die Wasser des «Bettbach», dem Illgauer Dorfbach, und des «Mettelbach», welcher vom Hintern Oberberg her zu Tale fliegt und der Muota zufliesst.
Vom tiefsten Gemeindepunkt in der Region Dorf bis zum höchsten Gemeindepunkt, das Huusmätteli auf der Hessisbohlerfirst, beträgt der Unterschied fast genau 1000 Höhenmeter.
Das Gemeindegebiet wird eingeteilt in das Dorf, den Vordern Oberberg – gegen die Ibergeregg hin –, den Hinteren Oberberg – gegen das Hoch Ybrig hin – und das unbewohnte Gebiet der Rieter und Alpen. Nachbargemeinden sind Muotathal im Süden, Schwyz im Westen und Norden, sowie Oberiberg im Nordosten.

## Bevölkerung
| Bevölkerungsentwicklung | Bevölkerungsentwicklung |
| Jahr                    | Einwohner               |
| ----------------------- | ----------------------- |
| 1798                    | 162                     |
| 1870                    | 278                     |
| 2002                    | 773                     |
| 2013                    | 801                     |
| 2020                    | 784                     |

Heute hat Illgau 784 Einwohner (Stand: 31. Dezember 2020).
Bei der Volkszählung 2000 war die Bevölkerung zu 99 % deutschsprachig.

## Politik

Historisches Luftbild aus 2300 m Walter Mittelholzer von 1928

In der Gemeinde gibt es als einzig organisierte Partei die CVP, die Christlichdemokratische Ortspartei Illgau. Gemeindepräsident ist Iwan Bürgler (Stand 2020).

## Wappen
Das junge Wappen der Gemeinde Illgau zeigt eine Lilie auf einem grünen Dreiberg und auf rotem Hintergrund. Die Feuerlilie wird im Dialekt Goldrose, aber auch «Ilge» genannt, was die Ursache sein dürfte, warum Illgau zu dieser Blume im Wappen kam.

## Name
Woher der Name Illgau stammt, kann nicht nachgewiesen werden, eher nicht von der schönen Lilie. Ein erster Siedler oder Landbesitzer auf dem Gemeindegebiet – alemannischer Herkunft – dürfte eine Person namens Yllo (oder so ähnlich) gewesen sein, weshalb die Gegend als Gau (Gebiet) des Yllo genannt wurde.

## Wirtschaft
Die Gemeinde Illgau ist stark durch die Landwirtschaft geprägt. Die Bauernhöfe sind weit verstreut, bis auf 1300 m werden sie das ganze Jahr über bewirtschaftet. Die Landwirtschaftsfläche beträgt 62 %, der Wald 31 % der Gemeindefläche.
Es hat sich etwas Gewerbe und Tourismus etabliert, trotzdem finden 58 % der Erwerbstätigen ihre Arbeit ausserhalb der Gemeinde.

### Verkehr
Die Zufahrt erfolgt ab Schwyz Richtung Muotathal und nach 6 Kilometern über die 3,5 km lange Strasse nach Illgau. Die Ibergeregg-Passstrasse verbindet den Vorderen Oberberg mit Schwyz und Oberiberg. Vom Dorf her gibt es Verbindungsstrassen Richtung Ibergereggstrasse und Hinter Oberberg.
Die öffentliche Verbindung erfolgt durch die Buslinie Schwyz–Muotathal über die Seilbahn Illgau–Ried. Eine weitere Gondelbahn führt von Illgau Dorf nach St. Karl/Oberberg; deren Talstation ist über eine Skipiste vom Skigebiet Hoch-Ybrig aus erreichbar, von der Bergstation führt eine Skipiste zu den Skiliften des Skigebiets Mythenregion am Ibergeregg.

## Geschichte
11. Jahrhundert – in der Gegend des «Vorder Oberberges» – im Chileguet, in der Wart und im Zimmerstalden – leben ganzjährig Leute. Mauerreste von den sogenannten Heidenhüttli belegen diese Besiedelung.
1303 – erhalten die Illgauer vom Bischof von Konstanz die Erlaubnis eine Kirche zu bauen.
1393 – Am 13. August wird gemäss einer Urkunde in Illgau eine Priesterpfrund errichtet.
1611 – sterben im Kirchgang Illgâu 14 Einwohner an der Pest (Aufzeichnung Pfr. von Euw, Muotathal)
1676 – Am 6. März wird die Pfarrei Illgau von Muotathal getrennt.
Ende 18. Jahrhundert – In den Jahren 1798–1799 geht die Franzosenzeit unter anderem mit der Einquartierung von 4000 Soldaten nicht spurlos an Illgau vorbei.
1848 – Am 27. Februar wird Illgau eine selbständige politische Gemeinde.
1893 – 14. Oktober, Weihe der Pfarrkirche durch den Churer Bischof Battaglia. Kirchenpatrone sind die Hl. Drei Könige. Die Kirche wurde nach Plänen von Pater Albert Kuhn, Kloster Einsiedeln (Quelle: Steinmetzvertrag 7. Mai 1893 Pfarreiarchiv Illgau), mit Einbezug der Grundmauern der Vorgängerkirche im neuromanischen Stil gebaut. Von der Ortsbevölkerung wurde viel Fronarbeit geleistet.
1911 – Bau der Strasse Grünenwald–Illgau. Dabei handelt es sich um eine schmale Güterstrasse, die in den Wintermonaten wegen Lawinengefahr geschlossen ist. Der Fluhweg – der uralte Fussweg ins Muotatal hinab – wird heute noch gerne als Wanderweg benutzt.
1938 – Bau des Stromnetzes und Versorgung der meisten Heimwesen mit elektrischer Kraft
1951 – Bau der Luftseilbahn Illgau–Ried
1955 – Bau der Seilbahn Illgau–Vorder Oberberg/St. Karl
1958 – Bau einer neuen Pfarrkirche
1965 – Bau eines neuen Schulhauses
1973 – Ausbau der Strasse vom «Grünenwald» nach Illgau mit dem Kernstück des neuen Strassentunnels und der Lawinengalerie
Die 1970er-Jahre bedeuten für die Entwicklung der Gemeinde einen Quantensprung. In dieser Zeit werden die Erschliessungstrassen der Heimwesen zum Hintern Oberberg und die Strasse Richtung Vorder Oberberg erbaut. Illgau erhält ein Baureglement, eine Wasserversorgung und die Kanalisation.
Im April 2022 erhielt der illegale Abbruch des auf 1305 datierten Holzwohnhauses «Wepfenen», das zu den ältesten Holzhäuser Europas zählte, schweizweites Aufsehen.

## Kunst und Kultur
Die Illgauer Volksmusik in seiner Originalität ist im ganzen Land bekannt. Der «Illgauer Stil» ist in Kreisen der Volksmusikliebhaber ein Markenzeichen. Die ruhig-gezogene und melodiös-einfache Art dieser gefälligen Musik ist sowohl für gesellige Anlässe auf dem Tanzboden als auch für besinnliche Momente bei Gottesdiensten einsetzbar.
Diese Musik wird in Dreierformation mit zwei Handorgeln und einem Streichbass gespielt. Diese Besetzung kann aber auch mit Klarinette/Saxophon oder mit Klavierbegleitung ergänzt werden. Gegen zehn Musikkapellen spielen Ländlermusik.
Seit 1898 gibt es die Feldmusik Illgau. Die Zitherspielgruppe, eine Gruppe von Frauen, macht alte Tänze auf ihren Schwyzer Zithern. Auch Musik in moderner Form wird von einigen Bands mit Erfolg gepflegt.
Nebst der instrumentalen gehört aber auch die vokale Musik zur Dorfkultur. Daran am längsten beteiligt ist der Kirchenchor, der wahrscheinlich über 100 Jahre alt sein dürfte. Die formelle Gründung des Cäcilienvereins erfolgte 1946. Der Jodlerklub und einige Familiengruppen, welche das Jodellied und alte Volkslieder in ihrem Repertoire haben, runden das musikalische Illgau auf.
In der Mehrzahl der Haushaltungen ist ein Instrument zu Hause. Illgau gilt als eine der musikalischsten Ortschaften der Schweiz.

## Bilder

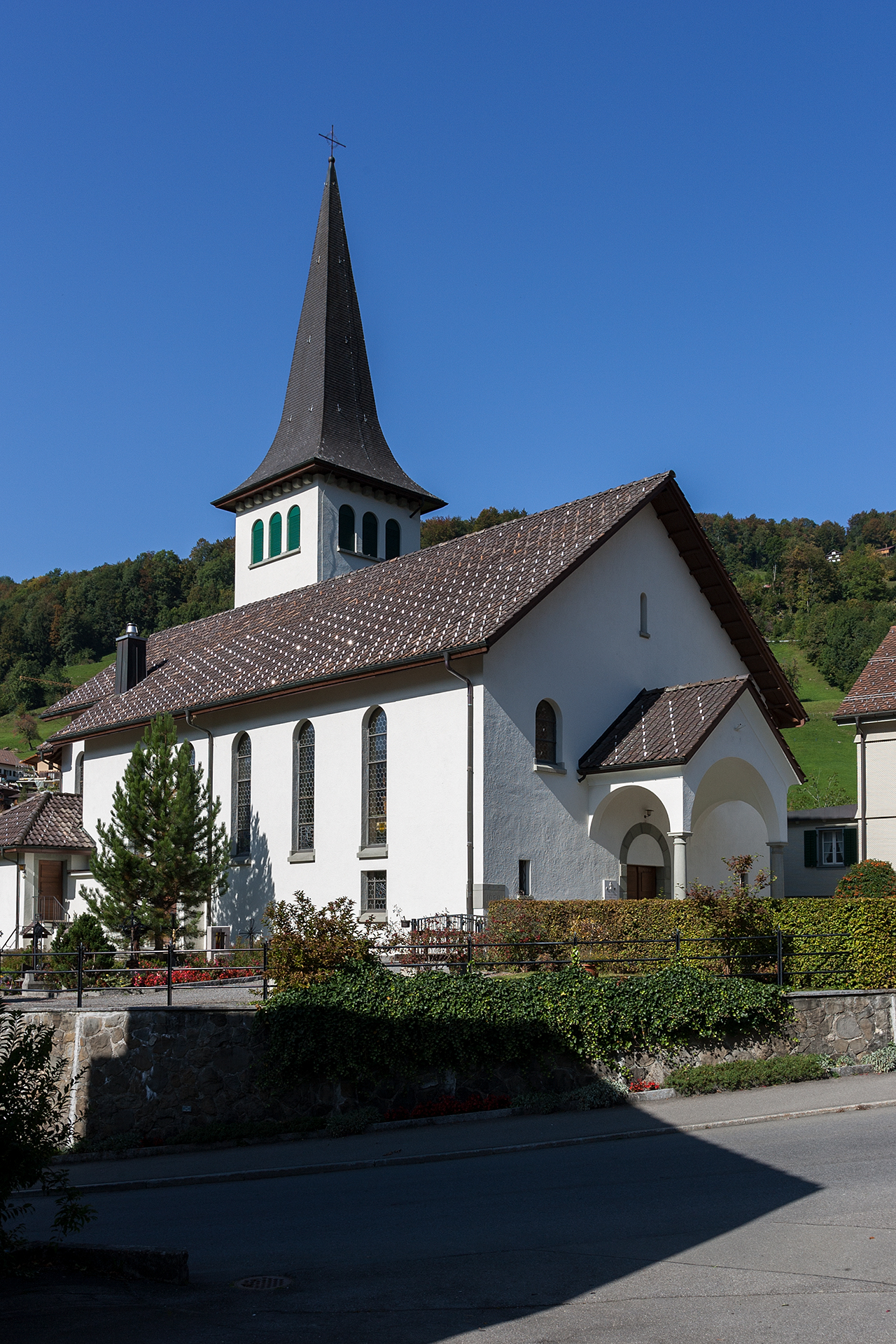
Kirche
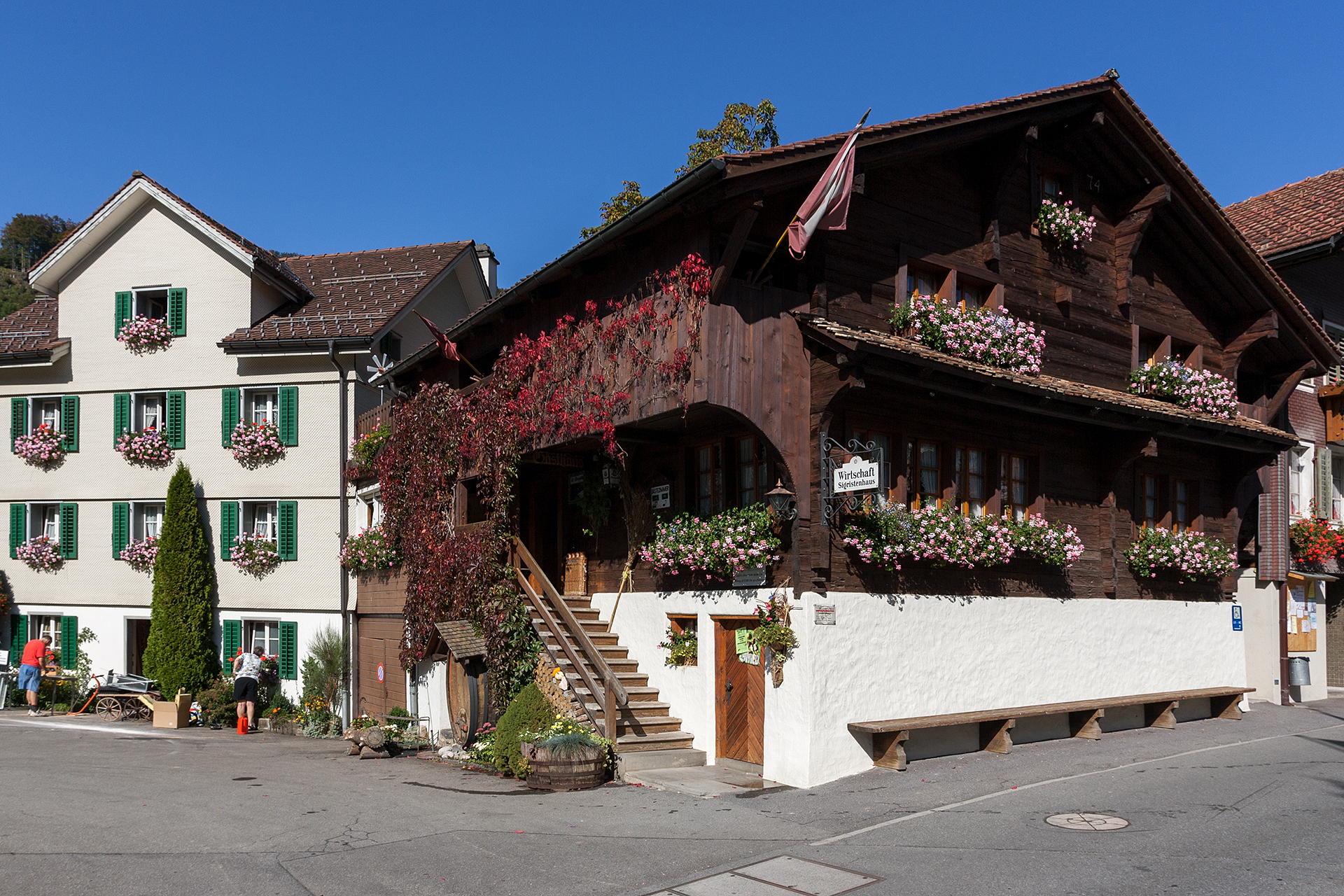
Historisches Sigristenhaus
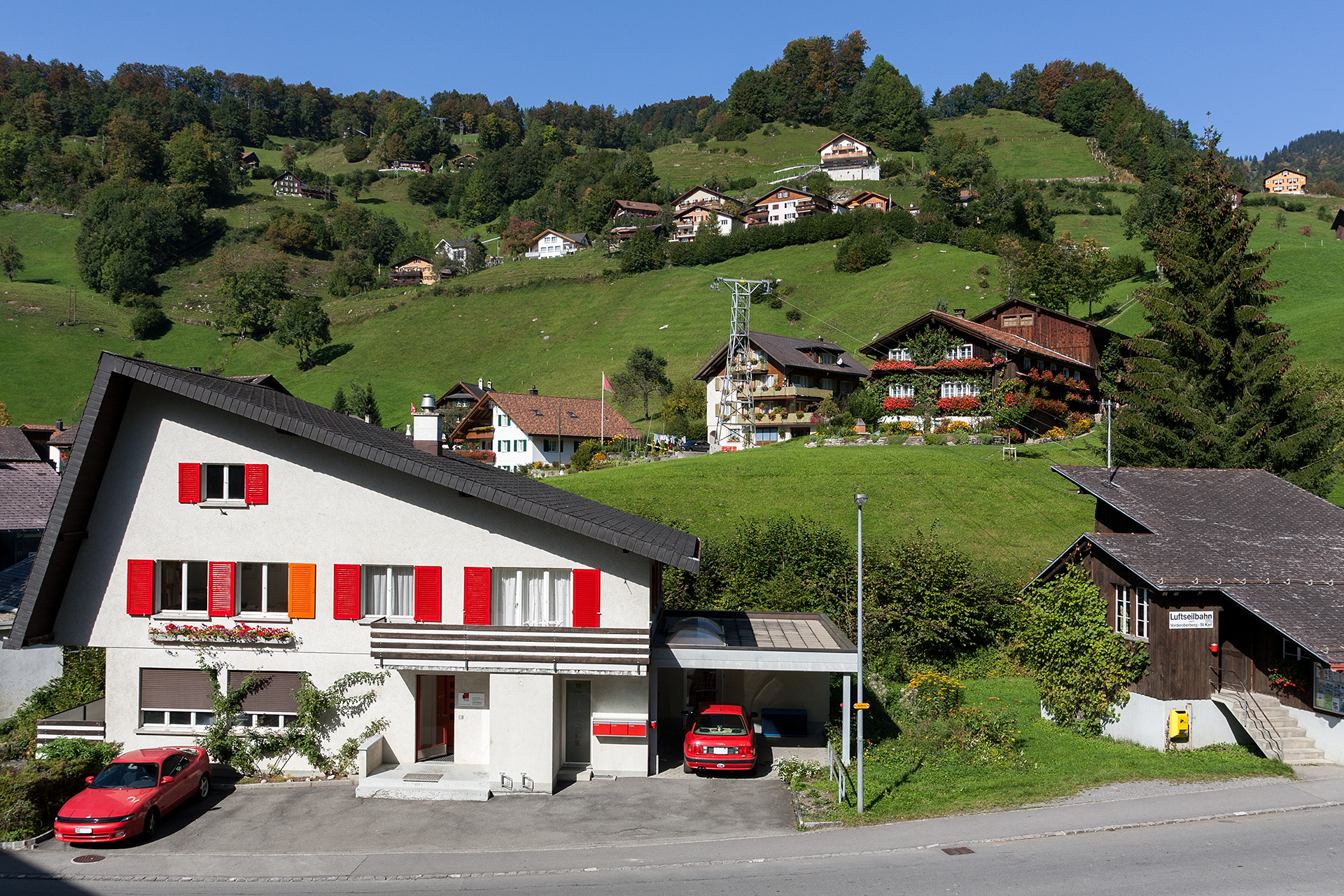
Seilbahn nach St. Karl

## Persönlichkeiten
- Betschart Ildefons (Engelbert), OSB-Pater 1903–1959, Träger des goldenen Paracelsus-Rings der Stadt Salzburg    Einsiedeln/Salzburg
- Karl Bürgler (* 1943), Bischof, Apostolischer Vikar von Reyes, Bolivien
- Martin Betschart (* 1963), Coach, Buchautor und TV-Talkmaster
- Othmar Reichmuth (* 1964), Regierungsrat des Kantons Schwyz, Ständerat

## Partnergemeinde
Seit August 2017 unterhält Illgau eine Gemeindepartnerschaft mit Rodna in Rumänien.